# Deutsche Feldhandball-Meisterschaft der Frauen 1942/43
Die Deutsche Feldhandball-Meisterschaft der Frauen 1942/43 war die neunte und letzte vom Deutschen Reichsausschuss für Leibesübungen (DRL) organisierte deutsche Feldhandball-Meisterschaft der Frauen. Die diesjährige Meisterschaft fand erneut im K.-o.-System zwischen den Meistern der inzwischen auf über 20 gestiegenen Gauligen statt. Die Vorrunden fanden in regionalen Turnieren in verschiedenen Städten statt. Ab dem Halbfinale wurde die Meisterschaft in Magdeburg ausgetragen. Das Finale gewann Eintracht Frankfurt mit 10:6 gegen die Turngemeinde in Berlin und sicherte sich somit nach 1923 seine zweite deutsche Frauen-Handballmeisterschaft.

## Teilnehmer an der Endrunde
| Verein                     | Qualifiziert als                             |
| -------------------------- | -------------------------------------------- |
| VfR Mannheim               | Meister der Gauliga Baden                    |
| Turngemeinde in Berlin     | Meister der Gauliga Berlin-Brandenburg       |
| LSV Danzig                 | Meister der Gauliga Danzig-Westpreußen       |
| DTSG Krakau                | Meister der Gauliga Generalgouvernement      |
| Eimsbütteler TV            | Meister der Gauliga Hamburg                  |
| Eintracht Frankfurt        | Meister der Gauliga Hessen-Nassau            |
| verzichtet                 | Meister der Gauliga Köln-Aachen              |
| CT Hessen-Preußen Kassel   | Meister der Gauliga Kurhessen                |
| TSK Rostock                | Meister der Gauliga Mecklenburg              |
| SC Germania-Jahn Magdeburg | Meister der Gauliga Mitte                    |
| 1. FC Nürnberg             | Meister der Gauliga Mittelfranken            |
| verzichtet                 | Meister der Gauliga Moselland                |
| TG München                 | Meister der Gauliga München-Oberbayern       |
| SSV Jahn Regensburg        | Meister der Gauliga Niederbayern             |
| Stahl-Union 04 Düsseldorf  | Meister der Gauliga Niederrhein              |
| Reichsbahn-SG Breslau      | Meister der Gauliga Niederschlesien          |
| TG Kattowitz               | Meister der Gauliga Oberschlesien            |
| ATS Bremerhaven            | Meister der Gauliga Osthannover              |
| SG OrPo Wien               | Meister der Gauliga Ostmark                  |
| SpVgg ASCO Königsberg      | Meister der Gauliga Ostpreußen               |
| Stettiner SC               | Meister der Gauliga Pommern                  |
| SV Fortuna Leipzig 02      | Meister der Gauliga Sachsen                  |
| Kieler TV                  | Meister der Gauliga Schleswig-Holstein       |
| TSV Schwaben Augsburg      | Meister der Gauliga Schwaben                 |
| Tetschen-Bodenbach         | Meister der Gauliga Sudetenland              |
| SG 74 Hannover             | Meister der Gauliga Südhannover-Braunschweig |
| Reichsbahn-SV Würzburg     | Meister der Gauliga Unterfranken             |
| DSC Posen                  | Meister der Gauliga Wartheland               |
| Bremer TG                  | Meister der Gauliga Weser-Ems                |
| Reichsbahn-SV Münster      | Meister der Gauliga Westfalen                |
| IG Ludwigshafen            | Meister der Gauliga Westmark                 |
| TSG Stuttgart              | Meister der Gauliga Württemberg              |

## 1. Vorrunde
|                           | Ergebnis | !Ort                                         |
| ------------------------- | -------- | -------------------------------------------- |
| SpVgg ASCO Königsberg     | 8:3      | LSV Danzig \|\|Danzig                        |
| Stettiner SC              | 8:2      | DSC Posen \|\|Danzig                         |
| Eintracht Frankfurt       | 11:1     | Reichsbahn-SV Würzburg \|\|Frankfurt (Main)  |
| 1. FC Nürnberg            | 6:1      | SSV Jahn Regensburg \|\|Frankfurt (Main)     |
| Reichsbahn-SG Breslau     | 18:0     | TG Kattowitz \|\|Krakau                      |
| SG OrPo Wien              | 5:0      | DTSG Krakau \|\|Krakau                       |
| Turngemeinde in Berlin    | 7:2      | SC Germania-Jahn Magdeburg \|\|Erfurt        |
| SV Fortuna Leipzig        | 17:1     | Tetschen-Bodenbach \|\|Erfurt                |
| VfR Mannheim              | 10:2     | TG München \|\|Ulm                           |
| TSG Stuttgart             | 15:0     | TSV Schwaben Augsburg \|\|Ulm                |
| Stahl-Union 04 Düsseldorf | a        | Meister Gauliga Köln-Aachen \|\|Ludwigshafen |
| IG Ludwigshafen           | b        | Meister Gauliga Moselland \|\|Ludwigshafen   |
| SG 74 Hannover            | 9:5      | CT Hessen-Preußen Kassel \|\|Münster         |
| Reichsbahn-SV Münster     | 6:4      | Eimsbütteler TV \|\|Münster                  |
| Kieler TV                 | -:- c    | TSK Rostock \|\|Kiel                         |
| Bremer TG                 | -:- d    | ASV Bremerhaven \|\|Kiel                     |

## 2. Vorrunde
|                           | Ergebnis  | !Ort                                |
| ------------------------- | --------- | ----------------------------------- |
| SpVgg ASCO Königsberg     | 9:3       | Stettiner SC \|\|Danzig             |
| Eintracht Frankfurt       | 10:6      | 1. FC Nürnberg \|\|Frankfurt (Main) |
| Reichsbahn-SG Breslau     | 4:2       | SG OrPo Wien \|\|Krakau             |
| Turngemeinde in Berlin    | 7:5       | SV Fortuna Leipzig \|\|Erfurt       |
| VfR Mannheim              | 6:2       | TSG Stuttgart \|\|Ulm               |
| Stahl-Union 04 Düsseldorf | 8:0       | IG Ludwigshafen \|\|Ludwigshafen    |
| SG 74 Hannover            | 4:3       | Reichsbahn-SV Münster \|\|Münster   |
| Kieler TV                 | 6:3 n. V. | Bremer TG \|\|Kiel                  |

## Zwischenrunde
|                        | Ergebnis |                           |
| ---------------------- | -------- | ------------------------- |
| VfR Mannheim           | 4:6      | Eintracht Frankfurt       |
| Turngemeinde in Berlin | 5:1      | Stahl-Union 04 Düsseldorf |
| SpVgg ASCO Königsberg  | 5:3      | Reichsbahn-SG Breslau     |
| SG 74 Hannover         | 4:6      | Kieler TV                 |

## Halbfinale
| Datum              |                        | Ergebnis | !Ort                                |
| ------------------ | ---------------------- | -------- | ----------------------------------- |
| 18. September 1943 | Eintracht Frankfurt    | 7:2      | Kieler TV \|\|Magdeburg             |
| 18. September 1943 | Turngemeinde in Berlin | 5:2      | SpVgg ASCO Königsberg \|\|Magdeburg |

## Spiel um Platz 3
| Datum              |                       | Ergebnis | !Ort                    |
| ------------------ | --------------------- | -------- | ----------------------- |
| 19. September 1943 | SpVgg ASCO Königsberg | 7:5      | Kieler TV \|\|Magdeburg |

## Finale
| Datum              |                     | Ergebnis   | !Ort                                 |
| ------------------ | ------------------- | ---------- | ------------------------------------ |
| 19. September 1943 | Eintracht Frankfurt | 10:6 (7:3) | Turngemeinde in Berlin \|\|Magdeburg |